# Carterornis chrysomela
El monarca dorado (Carterornis chrysomela) es una especie de ave paseriforme de la familia Monarchidae endémica de Nueva Guinea y algunas islas circundantes.

## Descripción
Mide unos  13 cm de largo, y exhibe un marcado dimorfismo sexual. El macho es de color dorado brillante con mejillas y garganta claramente delineadas en negro, también sus alas y la cola son negras. Su pico es entre azul-pálido y negro y su iris es de color marrón oscuro, y una serie de plumas características de color blanco que forman una lágrima bajo el ojo. La subespecie pulcherrima tiene la espalda dorada, otras subespecies tienen espalda negra. La hembra no posee la coloración negra y en cambio es de un tono verde oliva con zonas inferiores algo amarillentas. Su pico es negro y posee una mancha en forma de lágrima bajo el ojo.

## Distribución y hábitat
El monarca dorado habita en Nueva Guinea y algunas islas menores circundantes, como Biak y las islas d’Entrecasteaux, y las islas nororientales del archipiélago Bismarck, aunque no en Nueva Bretaña.
Su hábitat natural es el bosque lluvioso bajo o bosque de pantano hasta elevaciones de 700 m, aunque en la isla de Nueva Irlanda habita hasta los 1400 m. Principalmente permanece en la fronda, aunque puede descender por agua.

## Alimentación
El monarca dorado es insectívoro. Se lo puede observar alimentándose en bandadas mixtas junto con otras especies tales como el Gerygone chrysogaster y el Sipodotus wallacii.